# 泰德·柯克蘭
威廉·泰德·柯克蘭（英語：William Thad Cochran；1937年12月7日—2019年5月30日），是一位美國共和黨政治人物，1978年起擔任密西西比州美國參議院議員。他在1978年首次躋身美國參議院，現時是參議院撥款委員會的主席，曾於2005年至2007年期間擔任此職務，和在2003年至2005年間成為參議院農業委員會主席。柯克蘭在2014年激烈的密西西比州參議員選舉中擊敗克里斯·麥克丹尼爾後，他已連任七个任期。
2019年5月30日逝世，享壽81歲。

## 延伸閱讀
- Background and collected news at The Washington Post
- 美國國會國家人物傳記大辭典中的傳記
- 由華盛頓郵報維護的投票記錄
- 智慧投票计划中的傳記、投票紀錄及利益集團評級
- Congressional profile at GovTrack
- Congressional profile at OpenCongress
- Issue positions and quotes at On the Issues
- Financial information at OpenSecrets.org
- Staff salaries, trips and personal finance at LegiStorm.com
- 聯邦選舉委員會中的競選財務報告和數據
- Appearances on C-SPAN programs
- 網路電影資料庫上的亮相頁面
- Collected news and commentary at The New York Times
- Works by or about 泰德·柯克蘭 in libraries (WorldCat catalog)
- Profile at Ballotpedia

## 外部連結
- 泰德·柯克蘭 （页面存档备份，存于）參議院官方網站
- 泰德·柯克蘭2014年參議員競選網站 （页面存档备份，存于）
- 中的“泰德·柯克蘭”

文章
- 一個不太可能的革命 第一部分（An Unlikely Revolutionary, Part I） （页面存档备份，存于） 及第二部分 （页面存档备份，存于），GulfCoastNews.com的佩里·希克斯（Perry Hicks）為泰德·柯克蘭的專訪和深厚背景評論

| 美国众议院               | 美国众议院                                                                                            | 美国众议院                 |
| ------------------------ | --- | -------------------------- |
| 前任者： 桑尼·蒙哥馬利   | 密西西比州第四國會選區 眾議院議員 1973年－1978年                                                      | 繼任者： 喬恩·辛森         |
| 政党职务                 | |                            |
| 前任者： 詹姆斯·伊斯特蘭 | 美國參議員密西西比州共和黨被提名人 （第2類） 1978年、1984年、1990年、 1996年、2002年、2008年、 2014年 | 最新的                     |
| 前任者： 傑克·加恩       | 參議院共和黨會議副主席 1985年－1991年                                                                 | 繼任者： 鮑勃·卡斯滕       |
| 前任者： 約翰·查菲       | 參議院共和黨會議主席 1991年－1997年                                                                   | 繼任者： 康尼·馬克         |
| 美国参议院               | |                            |
| 前任者： 詹姆斯·伊斯特蘭 | 密西西比州第2類參議員 1978年－2018年 與約翰·史坦尼斯、 特倫特·洛特、羅傑·威克同時在任                 | 繼任者： 辛蒂·海德-史密斯  |
| 前任者： 湯姆·哈金       | 參議院農業委員會主席 2003年－2005年                                                                   | 繼任者： 薩克斯比·錢布利斯 |
| 前任者： 泰德·史蒂芬     | 參議院撥款委員會主席 2005年－2007年                                                                   | 繼任者： 羅伯特·伯德       |
| 前任者： 羅伯特·伯德     | 參議院撥款委員會副主席 2007年－2013年                                                                 | 繼任者： 理查·謝爾比       |
| 前任者： 派特·羅伯茲     | 參議院農業委員會副主席 2013年－2015年                                                                 | 繼任者： 黛比·史戴比拿     |
| 前任者： 芭芭拉·米庫斯基 | 參議院撥款委員會主席 2015年－2018年                                                                   | 繼任者： 理查·謝爾比       |